# 해부학 시간
"해부학 시간"(The Anatomy Class)은 한국에서 제작된 정소연 감독의 2000년 영화이다. 장미 등이 주연으로 출연하였다.

## 출연

### 주연
- 장미
- 윤혜진
- 진정현
- 김국화
- 윤연화
- 이민영
- 장예진